# Fetih Ier Giray
Fetih Ier Giray (exécuté en 1596) est un khan de Crimée ayant régné en 1596.

## Origine
Fetih Giray est le fils de Devlet Ier Giray. Il est nommé qalgha par son frère Ghazi II Giray.

## Règne
Fetih Giray commande comme qalgha une expédition contre Riazan en 1592. Deux ans plus tard, Ghazi II Giray se querelle avec le grand vizir Koca Sinan Pacha pendant une expédition en Moldavie et rentre de son propre chef en Crimée.
Lorsqu'il reçoit l'ordre de prendre part à une offensive contre les impériaux en Hongrie, il délègue le commandement à Fetih Giray. Koca Sinan Pacha, choqué par cette désinvolture, décide de nommer ce même Fetih Giray comme khan. Fetih Ier Giray s'adjoint immédiatement Basht Giray comme qalgha et son frère Selamet Giray comme nureddin. Fetih Ier reçoit peu après son firman de confirmation de fonction, mais le sultan, craignant que la Crimée ne sombre dans la guerre civile, désavoue son grand vizir et en fait parvenir un autre à Ghazi II Giray.
Les Tatars se divisent en deux partis qui s'affrontent et Fetih Ier Giray, vaincu, est exécuté avec ses neuf fils et son qalgha après un règne de seulement trois mois.

## Postérité
Une tradition constante mais non confirmée de l'historiographie tatare fait de Fetih Giray l'auteur de la lignée des « Choban Giray ». Lors d'une razzia en territoire polonais, Fetih Giray se voit attribuer dans sa part de butin une noble capturée que Joseph von Hammer-Purgstall identifie avec une comtesse « Maria Potocka ». Fetih Giray en fait sa concubine mais, lorsqu'elle donne naissance à un fils, raillé par ses officiers pour cette paternité aléatoire, il refuse de le reconnaitre comme le sien. La mère et l'enfant disparaissent avant qu'il ne les fasse mettre à mort.
Le garçon nommé Mustapha est élevé par des bergers, d'où son surnom de  « Choban » (i.e. « le Berger ») ; plus tard, il est choisi comme nureddin par Mehmed III Giray et son frère et qalgha par Shahin, sans héritier, qui lui attribue le nom d'Ahmed Giray. La promotion de ce « bâtard » soulève l'indignation des autres héritiers potentiels, fils de Selamet Ier ou de Ghazi II Giray. Ahmed Giray est tué en 1624 en combattant bravement contre les Ottomans.